# شيري سيرانو
شيري سيرانو (بالإسبانية: Chirri)‏ (6 يونيو 1990 ببطليوس في إسبانيا - ) هو لاعب كرة قدم إسباني في مركز الهجوم. لعب مع CD Teruel ‏.